# Цыж, Бярнат
Бя́рнат Цыж (в.-луж. Bjarnat Cyž , 4 мая 1951 года, деревня Мерков, ГДР) — лужицкий общественный деятель. Председатель лужицкого культурно-общественного общества «Домовина» (1990—1991).

## Биография
Родился 4 мая 1951 года в лужицком селе Мерков около Баутцена. Имеет высшее образование инженера-электротехника. С 1987 года работал секретарём лужицкой культурно-общественной организации «Домовина». 17 марта 1990 года был избран первым председателем «Домовины» после 1973 года, когда эта должность была упразднена. Находился на посту председателя «Домовины» до 1992 года, когда его заменил лужицкий композитор Ян Павол Нагель.
В настоящее время принимает активное участие в общественной жизни лужицкого народа.

## Семья
Жена Моника является председателем Союза лужицких ремесленников и предпринимателей. Сестра Мария Михалкова — депутат Бундестага и с 1995 года по 1999 год была членом совета «Фонда сербского народа». Сын Пётр — председатель Союза лужицких хоровых обществ. Сын Михал — управляющий Саксонского воспитательного совета. Кузен Марко Ганчик основал благотворительный «Фонд серболужицкого народа».